# Lucicolpodes
Lucicolpodes is een geslacht van kevers uit de familie van de loopkevers (Carabidae). De wetenschappelijke naam van het geslacht is voor het eerst geldig gepubliceerd in 2000 door J.Schmidt.

## Soorten
Het geslacht Lucicolpodes omvat de volgende soorten:
- Lucicolpodes eberti Jedlicka, 1965
- Lucicolpodes gingko J.Schmidt, 2000
- Lucicolpodes kira Schmidt, 2009
- Lucicolpodes laliguras J.Schmidt, 2000
- Lucicolpodes lotos J.Schmidt, 2000
- Lucicolpodes lucens Andrewes, 1947
- Lucicolpodes mandarin J.Schmidt, 2000
- Lucicolpodes obsoletus Louwerens, 1953
- Lucicolpodes orchis J.Schmidt, 2000
- Lucicolpodes panda J.Schmidt, 2000
- Lucicolpodes pavo J.Schmidt, 2000
- Lucicolpodes raja J.Schmidt, 2000
- Lucicolpodes rhododendron J.Schmidt, 2000
- Lucicolpodes roni Schmidt, 2009
- Lucicolpodes sciakyi Schmidt, 2009
- Lucicolpodes tragopan J.Schmidt, 2000
- Lucicolpodes utheinaungi Schmidt, 2009
- Lucicolpodes wrasei Schmidt, 2009